# 화성군 갑
화성군 갑은 대한민국의 옛 국회의원 선거구이다. 당시 경기도 화성군의 일부 지역을 관할했다.

## 역사
1949년, 수원군 수원읍이 수원시로 승격되었으며 수원군의 잔여 지역은 화성군으로 개칭되었다. 이에 제2대 국회의원 선거를 앞두고 수원군 갑 선거구가 화성군 갑 선거구로 개편되었다. 
제6대 국회의원 선거를 앞두고 화성군 갑, 을 선거구가 합쳐지며 화성군 선거구를 이루게 되면서 폐지되었다. 또한 1963년 1월, 화성군 일왕면이 시흥군에 편입되어 시흥군 의왕면이 됨에 따라 해당 지역도 제6대 국회의원 선거를 앞두고 시흥군·부천군·옹진군 선거구에 편입되었다.

## 역대 국회의원
| 선거   | 정당 | 정당   | 의원   |
| ------ | ---- | ------ | ------ |
| 1950년 |      | 무소속 | 김인태 |
| 1954년 |      | 자유당 | 손도심 |
| 1958년 |      | 자유당 | 손도심 |
| 1960년 |      | 무소속 | 박상묵 |

## 역대 선거 결과

### 대한민국 제2대 국회의원 선거
|  | 29.00% |

|  | 21.11% |

|  | 16.97% |

|  | 12.22% |

|  | 7.68% |

|  | 5.00% |

|  | 2.87% |

|  | 2.81% |

|  | 2.29% |

### 대한민국 제3대 국회의원 선거
|  | 48.89% |

|  | 20.74% |

|  | 12.82% |

|  | 9.90% |

|  | 7.63% |

### 대한민국 제4대 국회의원 선거
|  | 50.67% |

|  | 49.32% |

### 대한민국 제5대 국회의원 선거
|  | 23.10% |

|  | 11.87% |

|  | 10.48% |

|  | 8.63% |

|  | 7.87% |

|  | 7.40% |

|  | 7.05% |

|  | 6.63% |

|  | 5.95% |

|  | 3.95% |

|  | 3.83% |

|  | 3.17% |